# Чаклуни з Вейверлі (фільм)
Чаклуни з Вейверлі (англ. Wizards of Waverly Place: The Movie) - американський телефільм, знятий за мотивами комедійного телесеріалу «Чаклуни з Вейверлі». Прем'єра фільму відбулася 28 серпня 2009 року на каналі Disney Channel. У 2010 році фільм отримав премію Еммі за найкращу дитячу програму. У фільмі знявся повний акторський склад серіалу.

## Зміст
Сім'я Руссо, всі члени якої володіють магічними здібностями, відправляються на Кариби, де представники старшого покоління вперше зустрілися. Алекс незадоволена тим, що її відвернули від справ і, не подумавши, застосовує закляття, яке ставить під загрозу почуття її батьків у минулому і саме існування їхніх дітей. Тепер вона повинна виправити події за допомогою чарівного каменю в серці джунглів, а її брат намагається допомогти спалахнути згаслої любові іншими засобами.

## Ролі
| Актор                | Роль          |
| -------------------- | ------------- |
| Селена Гомес         | Алекс Руссо   |
| Девід Генрі          | Джастін Руссо |
| Джейк Ті Остін       | Макс Руссо    |
| Марія Кенелс-Баррера | Тереза Руссо  |
| Девід Делуіз         | Джеррі Руссо  |
| Дженніфер Стоун      | Харпер Фінкл  |
| Стів Валентайн       | Арчі          |
| Дженніфер Елден      | Жизель        |
| Ксав'єр Торрес       | Хав'єр        |

## Знімальна група
- Режисер — Лев Л. Спіро
- Сценарист — Тодд Дж. Гріволд, Деніел Берендсен
- Продюсер — Кевін Лефферті, Деніел Берендсен, Тодд Дж. Гріволд
- Композитор — Кіт Бургомастер